# ジブカイン

ジブカイン（英:dibucaine）は、アミド型局所麻酔薬の1つである。ただし、国際一般名をはじめとして、イギリスなどでは、シンコカイン（INN、BAN：cinchocaine）と呼ばれる。ジブカイン（USAN、JAN：dibucaine）の名称を一般名として用いているのは、アメリカ合衆国や日本などである。商品名ペルカミンS、パラブチルアミノ安息香酸ジエチルアミノエチル塩酸塩との合剤がネオペルカミンS、としてそれぞれ脊髄くも膜下麻酔を適応として販売されていたが販売終了となっている。ペインクリニック領域では、サリチル酸ナトリウムと臭化カルシウムを配合したネオビタカインが、神経痛などを適応として1959年の薬価収載以降、60年以上使用されている。ジブカインは脱分極性筋弛緩薬であるサクシニルコリンの代謝酵素である、偽コリンエステラーゼの活性測定にもかつては使用されていた（ジブカインナンバー）。

## 麻酔薬
ジブカインは構造中にアミド結合を有した、アミド型局所麻酔薬の1つである。
ただし、他のアミド型局所麻酔薬、例えば、リドカイン、ブピバカイン、メピバカインなどがすべて「芳香環-NH-CO-R」のアミド結合をしているのに対して、ジブカインは「芳香環-CO-NH-R」と順番が異なっている。
一般にアミド型局所麻酔薬の方がヒトでの分解が遅いため、エステル型局所麻酔薬よりもアミド型局所麻酔薬の方が作用時間が長く、ジブカインを0.5パーセントの濃度で脊髄くも膜下麻酔で用いた場合の平均作用時間は、3時間から4時間程度である。なお、局所麻酔薬はヒトに対して毒性を持っており、ジブカインも例外ではない。
ジブカインのヒトでの主な用途は脊髄くも膜下麻酔であり、その最高投与可能量は、体重1 kg当たり0.7 mgである。日本において0.3%製剤が、古くから脊髄くも膜下麻酔に用いられてきたが、より毒性が低いテトラカイン、そしてさらに毒性が低く、作用時間が長いブピバカインに市場を奪われ、ペルカミンS、ネオペルカミンSともに2015年3月末に薬価収載が終了となった。局所麻酔に用いる場合もある。なお、前述のネオビタカインはビタカイン製薬株式会社によるが、この会社はネオビタカインのみを製造・販売し続けている。ネオビタカインと同種・同効の後発薬にはジカベリン、ジブカルソー、タイオゼット、ビーセルファがある。

## 適応
2023年現在、ネオビタカインは症候性神経痛、筋肉痛、腰痛症、肩関節周囲炎などに対する硬膜外ブロック、浸潤麻酔、神経ブロック、トリガーポイント注射を適応としている。

## 製剤学
ジブカインは、その分子構造から明らかなように、塩基性の条件下では水溶性を失う。したがって、ジブカインは例えば塩酸との塩の形、すなわち、ジブカイン塩酸塩（dibucaine hydrochloride）の形にして、注射薬などとして製剤化する。

## 配合薬
ジブカインは、ヒトの痔の治療に使用する場合のあるプロクトセディルのような、薬剤に有効成分の1つとして配合されている事例が見られる。参考までに、プロクトセディルに配合されているジブカインも、塩酸塩の形で配合してある。ネオペルカミンSやネオビタカインもジブカインを主剤とした配合薬である。

## 安楽死
ジブカインは獣医学分野でも用いる場合のある薬の1つである。ジブカインは高い毒性を持った薬の1つとして知られ、その毒性を利用して、ウマやウシを安楽死させるために用いる場合がある。

## 構造と生理活性に関して、関連する化合物
プロカインアミドもジブカインと同様に「芳香環-CO-NH-R」を有する。このアミド結合がエステル結合であるプロカインは、エステル型の局所麻酔薬の1つとして知られる。しかしながら、プロカインアミドは心筋に発現している電位依存性ナトリウムチャネルに対する作用を利用して、抗不整脈薬として利用される。
なお、プロカインアミドは心筋で活動電位持続時間と不応期の時間を延長させる作用を示す。

## ジブカインナンバー
血清中の偽コリンエステラーゼ活性の古典的検査法として、ジブカインナンバーがある。これはジブカインを静脈内注射して偽コリンエステラーゼ活性を測定し、偽コリンエステラーゼの異型酵素保有者を調べるものである。異型酵素保有者では脱分極性筋弛緩薬であるサクシニルコリンの作用時間が通常数分であるところ、数時間にまで異常延長する。しかし、サクシニルコリンの使用頻度が激減したために偽コリンエステラーゼ活性の測定も臨床的意義が激減した。

## 開発の経緯
1932年、Mieschnerは、アセトアニリド系の新しい解熱剤を開発中、局所麻酔作用のある化合物を発見し、シンコカインCinchocaineと命名した。その後、ヨーロッパでPercaineとして使用されたが、プロカイン Procaineと発音が類似していることから間違われやすく死亡事故が続出したので、名称はシンコカインに戻った。商品名はNupercaineが使用され、米国ではジブカイン Dibucaineと呼ばれるようになった。日本では一般名はジブカインだが、商品名は欧州のそれを引き継いでペルカミンとなった。